# Zakia Jafri

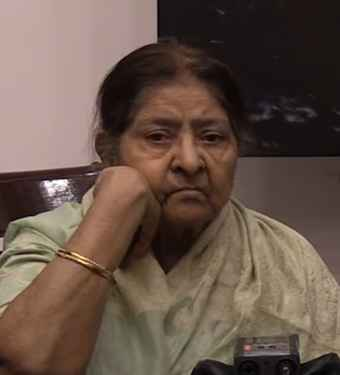
Zakia Jafri. 2017

Zakia Naseem Jafri (Kannada ಜಾಕಿಯಾ ಜಾಫ್ರಿ, Tamil சகியா சாப்ரி, geb. 1938 oder 1939; gest. 1. Februar 2025, Ahmedabad, Gujarat, Indien) war eine indische Menschenrechtsaktivistin. Sie wurde bekannt durch ihr juristisches Engagement im Zusammenhang mit den Unruhen in Gujarat 2002. Sie erlangte mediale Aufmerksamkeit als Witwe von Ehsan Jafri, einem Abgeordneten des Indischen Nationalkongresses, der im Verlauf der Unruhen getötet worden war.

## Hintergrund
Ehsan Jafri war Rechtsanwalt in Burhanpur. Er wurde 1977 ins Parlament gewählt. Zakia stammte aus einer wohlhabenden Grundbesitzerfamilie in Khandwa, Madhya Pradesh. Sie heiratete Jafri, als er als Staatsanwalt in Madhya Pradesh diente. Sie hatten drei Kinder: zwei Söhne, Tanveer und Zuber, und eine Tochter, Nishrin.
Im Jahr 1969 wurde ihr Haus während kommunaler Unruhen in Khandwa angegriffen, woraufhin sie gezwungen waren, einige Zeit in einem Flüchtlingslager zu bleiben, bevor sie 1971 nach Ahmedabad umzogen. Jafri starb am 1. Februar 2025 im Alter von 86 Jahren in Ahmedabad. Sie wurde auf demselben Friedhof wie ihr Ehemann bestattet.

## Ausschreitungen in Gujarat 2002
2002 ereigneten sich Ausschreitungen in Gujarat. Die Landesregierung gab später an, dass bei den Unruhen 790 Muslime und 254 Hindus getötet worden seien. Unabhängige Quellen gehen von über 2.000 Todesopfern aus, die Mehrheit davon Muslime. In diese Zeit fiel auch das Gulbarg Society Massaker, das am 28. Februar stattfand. Eine Menschenmenge begann, die Gulbarg Society, ein muslimisches Viertel im östlichen Teil von Chamanpura in Ahmedabad, mit Steinen zu bewerfen. Ehsan Jafri gehörte zu den 35 Opfern, die bei lebendigem Leib verbrannt wurden, während 31 weitere vermisst werden und für tot erklärt wurden. Zakia Jafri erzählte, dass sie und einige andere überlebten, weil sie sich in einem Dachzimmer versteckten.

## Gerichtsverfahren
Zakia Jafri reichte 2006 beim Obersten Gerichtshof Indiens eine Petition ein, in der sie behauptete, die Strafverfolgungsbehörden hätten es versäumt, gegen führende Politiker, darunter den damaligen Ministerpräsidenten Narendra Modi, vorzugehen. Im Jahr 2008 beauftragte der Oberste Gerichtshof ein Sonderermittlungsteam (Special Investigation Team, SIT) mit der Prüfung ihrer Behauptungen. Das SIT schloss die Untersuchung im Jahr 2012 ab und kam zu dem Schluss, dass es nicht genügend Beweise gab, um Modi oder andere Beamte strafrechtlich zu verfolgen. Jafri legte Einspruch gegen die Feststellungen des SIT ein, der vom Obersten Gerichtshof im Juni 2022 zurückgewiesen wurde, wobei der Abschlussbericht bestätigt wurde. Aufgrund ihrer wiederkehrenden Klagen wurde Jafri als das „Gesicht des Kampfes um Gerechtigkeit“ („face of the fight for justice“) für die Opfer der Unruhen von 2002 angesehen.
In einem Bericht von The Caravan erklärte Jafri, ihr Ehemann habe während der Unruhen in Gujarat im Jahr 2002, als der Mob die Gulberg Society umzingelte, mehrere Anrufe an hochrangige Beamte des Bundesstaates Gujarat getätigt, darunter auch an den damaligen Ministerpräsidenten Narendra Modi, und um Hilfe gebeten. Ihrer Aussage nach bat Jafri um ein Eingreifen, erhielt jedoch keine Hilfe. Ein Zeuge sagte später vor Gericht aus, dass Jafri auch Modi angerufen habe und ihm dabei eher verbale Beschimpfungen als Unterstützung entgegengebracht worden seien.